# 横浜市立老松中学校
横浜市立老松中学校（よこはましりつ おいまつちゅうがっこう）は、神奈川県横浜市西区老松町にある公立中学校。略称は老中（おいちゅう）。最寄り駅は日ノ出町駅。近くには野毛山動物園や古くからの繁華街である野毛町がある。

## 学校教育目標
- おもいやりを大切にします。（自立）
  1. 人間味あるあたたかい心を持ち、豊かな感性と感動するをもちます。
  2. 福士の大切さを知り、進んでみんなのために貢献します。
- いのちを大切にします。（心と体）
  1. 自他の生命が、かけがえのないものであると考えます。
  2. 規則正しい生活を送り、心身の健康の維持・増進に努力し、安全に心がけて行動します。
- まなびあいを大切にします。（学び合い）
  1. 自ら学び続ける意思を持ち続け、人の意見をよく聞き、自分の意見を正しく相手に伝えます。
  2. なかまや「まち」の人たちから様々な生き方を学び、自らの生き方を考えます。
- つながりを大切にします。（共生）
  1. 自分の所属する集団や「まち」の一員としての自覚と責任をもちます。
  2. 広い視野に立ち、郷土を愛し、他国をも尊重する心をもちます。

## 行事
- 修学旅行
本校では、横浜市としては初の試みとなる飛行機による九州、長崎方面への修学旅行が2007年度より実施された。2008年度の修学旅行では、前回の経験を元に計画が作られ、大変充実した修学旅行となった。ちなみに、2010年度のみ鹿児島方面への修学旅行であった。2013年度と2014年度は沖縄への修学旅行となり、2015年度より再び九州方面となった。
- 文化祭
1日目は主に合唱コンクールが行われる。3年生の「大地讃頌」の合唱は大迫力である。
2日目の夜には星のフェスティバルと呼ばれる、生徒作成のセロハンを使ったステンドグラスのコンテストが行われる。
- 体育祭
毎回部活動対抗リレーにて様々なパフォーマンスを繰り広げ、反響を呼んでいる。
- 職業体験
本校では第2学年で職業体験を5日間行っている。 これは公立の中学校としては珍しく、生徒達は大変充実した職業体験を行っている。